# Universidade do Oeste de Sydney
A Universidade de Western Sydney (em inglês: University of Western Sydney) é uma universidade localizada em Sydney, no estado de Nova Gales do Sul, Austrália. Foi fundada em 1989.